# Pan (Arcadie)
Pour les articles homonymes, voir Pan (homonymie).
Pan (grec moderne : Παν) est une localité située dans le dème de Gortynie, dans le district régional d'Arcadie, dans la périphérie du Péloponnèse, en Grèce.
Selon le recensement de 2021, elle compte 10 habitants.